# Re: Cutie Honey
RE: Cutie Honey (Re:キューティーハニー?, RE: Kyūtī Hanī) è una serie di tre OVA (original video animation) basata sul film del 2004 Cutie Honey, ed entrambi ispirati al manga degli anni settanta Cutie Honey scritto ed illustrato da Gō Nagai. la serie è stata coprodotta dalla Gainax e dalla Toei Animation, diretta da Hideaki Anno, e trasmessa sul canale satellitare Animax nel 2004. Il primo episodio è stato trasmesso il 24 luglio, due mesi dopo la proiezione del film cinematografico. È seguita la pubblicazione di un DVD per ognuno dei tre episodi, con il primo pubblicato il 21 settembre. La serie racconta la stessa storia del film, ma contiene nudità e maggiori sviluppi nelle personalità dei personaggi.in Italia è inedito 

## Trama
Una misteriosa organizzazione conosciuta come Panther Claw fa sapere della propria esistenza terrorizzando Tokyo, e dando del filo da torcere alle forze di polizia. La polizia è ulteriormente sconcertata dalla comparsa di una vigilante solitaria in costume che sventa tutti i piani malvagi di Panther Claw, per poi scomparire nel nulla. Tale vigilante è Honey Kisaragi, il risultato degli esperimenti dello scomparso professor Kisaragi. Maestra nel travestimento, Honey può magicamente alterare il proprio aspetto fisico ed abbigliamento. Ma con la pressione di un bottone a forma di cuore sul suo giricollo, è in grado di trasformarsi in Cutie Honey, la succinta guerriera dell'amore e della giustizia.

## Personaggi

### Protagonisti
Honey Kisaragi / Cutie Honey (如月 ハニー?, Kisaragi Hanī)
Doppiata da Yui Horie
Honey Kisaragi lavora un ufficio a Tokyo. Ma la sua identità segreta è quella dell'androide Cutie Honey, che ha giurato vendetta nei confronti di Panther Claw che ha ucciso suo padre. Le sue armi sono un boomerang, una spada, una lancia e la potenza dell'amore.
Seiji Hayami (早見 青児?, Hayami Seiji)
Doppiato da Hideo Ishikawa
Hayami Seiji dichiara di essere solo il reporter di un quotidiano, ma in realtà sembra conoscere molto bene la tecnologia che utilizza Cutie Honey, e sembra averla studiata da molto vicino.
Natsuko Aki / "Nat-chan" (秋 夏子?, Aki Natsuko)
Doppiata da Junko Noda
L'ispettore Aki Natsuko è incaricata di assicurare Panther Claw alla giustizia. Ha una mira incredibile con le armi da fuoco ed è incredibilmente coraggiosa di fronte al fuoco nemico.
Kyōko Izumiya (泉谷 京子?, Izumiya Kyōko)
Doppiata da Kazuko Sugiyama
Conosciuta da tutti come "Granny", è l'inserviente presso il lavoro Honey, a cui porta onigiri fatti da lei.

### Panther Claw
Gold Claw (ゴールド・クロー?, Gōrudo Kurō)
Doppiata da Noriko Uemura
Il bastone dei quattro Dei, Gold Claw è il primo vero nemico che affronta Honey. Armata e corazzata in modo pesante, Honey deve fare ricorso a tutte le proprie risorse per sconfiggerla. I suoi sicari sono Destroyer Panther, Doctor Panther e Scope Panther
Cobalt Claw (コバルト・クロー?, Kobaruto Kurō)
Doppiata da Mami Kingetsu
Il diamante dei quattro Dei, Cobalt Claw ha un paio di tentacoli che fuoriescono dalla sua maschera e possono stritolare ed emettere corrente elettrica. Cobalt approfitta dell'opportunità di mostrare la propria forza a Sister Jill, tentando di sconfiggere Cutie Honey
Scarlet Claw (スカーレット・クロー?, Sukāretto Kurō)
Doppiata da Hiromi Konno
Il cuore dei quattro Dei, Scarlet Claw è in possesso di un ombrello in grado di vaporizzare i propri nemici. Dotata di una grande abilità nel manipolare le menti, Scarlet Claw è in grado di far rivoltare i cittadini contro Honey. I suoi sicari sono Tank Panther, Bazooka Panther e Sky Panther.
Black Claw (ブラック・クロー?, Burakku Kurō)
Doppiata da Yumi Touma
La picca dei quattro Dei, l'attacco principale di Black Claw è il microfono con cui è in grado di amplificare le proprie onde sonore. Il suo desiderio più grande sarebbe quello di capire cosa desidera davvero Sister Jill. Il suo personaggio è un omaggio al Barone Ashura ed il Conte Brocken, nemici di Mazinga Z nell'opera di Go Nagai.
Sister Jill (シスター・ジル?, Shisutā Jiru)
Doppiata da Kazue Ikura
Sister Jill è la leader del Panther Claw ed i quattro Dei del Panther Claw fanno di tutto unicamente per realizzare i suoi desideri. La sua arma preferita è una frusta che appare fra le sue mani. Oltre ad essere servita dai quattro Dei del Panther Claw, ai suoi ordini c'è anche un misterioso maggiordomo. Nell'ultimo episodio possiede un corpo demoniaco simile a quello di Mao Dante, uno dei primi lavori di Nagai.

## Produzione
Questa serie fa numerosi riferimenti ad altri anime come Lupin III e Sailor Moon, oltre che a film come Kill Bill. Come nella prima serie di Cutie Honey, gli OVA figurano le apparizioni di alcuni altri personaggi delle opere di Go Nagai, come Akira Fudo di Devilman, Kouji Kabuto e Boss di Mazinga Z, Duke Fleed di UFO Robot Grendizer e Danbei, personaggio delle precedenti serie di Cutie Honey.
Re: Cutie Honey, come il manga degli anni settanta, ritrae Cutie Honey con gli occhi di colore rosso scuro, e non verdi come in Shin Cutie Honey o Cutie Honey Flash. In Re: Cutie Honey il personaggio indossa un costume che copre la maggior parte del suo décolleté, rispetto alle altre versioni, ma è maggiormente scoperto in altre zone.
La sigla d'apertura, usata sia per gli OAV che per il film è Cutie Honey interpretata da Koda Kumi, mentre la sigla di chiusura è Into your Heart, sempre di Koda Kumi.

## Media

### Serie
Il cofanetto Re: Cutie Honey Complete DVD, pubblicato il 21 settembre 2005, include un CD drama intitolato Volume Harmony con protagoniste le quattro seiyū che hanno Honey sino a quel momento: Eiko Masuyama (serie degli anni settanta), Michiko Neya (Shin Cutie Honey), Ai Nagano (Cutie Honey Flash) e Yui Horie (Re: Cutie Honey).

#### Episodi
| Nº | Titolo italiano Giapponese 「Kanji」 - Rōmaji                                    | In onda           | In onda |
| Nº | Titolo italiano Giapponese 「Kanji」 - Rōmaji                                    | Giapponese        |         |
| 1  | Episode 1: Heaven's Volume 「『第一話「天」の巻』」 - Dai-ichi Wa: Ten no Maki   | 24 luglio 2004    |         |
| 2  | Episode 2: Earth's Volume 「『第二話「地」の巻』」 - Dai-ni Wa: Chi no Maki      | 28 agosto 2004    |         |
| 3  | Episode 3: Humanity's Volume 「『第三話「人」の巻』」 - Dai-san Wa: Hito no Maki | 29 settembre 2004 |         |